# Морски кринови
Морски кринови су група бодљокожаца. Назив им потиче од изгледа који подсећа на биљку крин; њихово тело необичног облика је често и живо обојено.

## Изглед
Сесилне врсте су причвршћене за подлогу или укопане у песак најчешће петељком (peduncula), на коју се ослања круна (calyx), од које се протежу многобројне крхке ручице које чине зглобљени сегменти. Имају амбулакралне ножице, али им оне служе за дисање и прикупљање хране.

## Станиште
Морски кринови живе на великим дубинама, између 500 и 10.000 метара, где образују непрегледне „ливаде“.

## Исхрана
Хране се органским честицама које лебде у води тако што их захватају у бразде на крацима, а устима их потискују амбулакралне ножице.

## Сродници
Сродницима морских кринова се сматрају перасте звезде, које су покретне, односно миле помоћу ручица. Насељавају приобалне воде.
- Jimbacrinus bostocki